# Tetranychus arecana
Tetranychus arecana är en spindeldjursart som beskrevs av Tseng 1990. Tetranychus arecana ingår i släktet Tetranychus och familjen Tetranychidae. Inga underarter finns listade i Catalogue of Life.